# 안토닌 파넨카
안토닌 파넨카(체코어: Antonín Panenka, 1948년 12월 2일 ~ )는 체코의 은퇴한 축구 선수로 현재 보헤미안스 1905의 회장직을 맡고 있으며 페널티킥에서 힘을 빼고 슛을 가운데로 차는 이른바 '파넨카 킥'의 창시자로 알려져 있다.

## 선수 경력
파넨카는 그의 대부분의 경력을 보헤미안스 1905에서 보냈으며, 좋은 패스와 프리킥 실력으로 유명했고, 1980년 '체코슬로바키아 올해의 축구 선수'에 뽑히기도 했다. 1981년 SK 라피트 빈으로 이적해 1982년과 1983년에 리그 우승과 1983년과 1984년에 오스트리아 컵 우승을 차지했다. 1985년 UEFA 컵 위너스컵 결승전에 교체 선수로 출전했으나 에버턴 FC에 1-3으로 져 준우승에 머물렀다. 이후 VSE 장크트푈텐으로 이적했고, ASV 호헤나우를 거쳐 1993년 클라인비젠도르프에서 은퇴했다.

## 파넨카 킥
파넨카는 UEFA 유로 1976에 출전하여 많은 명성을 얻었다. 체코슬로바키아는 결승전에 도달했고, 서독과 결승전에서 만났다. 경기는 연장전까지 갔으나 2-2로 승부를 가리지 못하고 UEFA 유럽 축구 선수권 대회 결승전 역사상 처음으로 승부차기에 돌입했다. 양 팀 모두 세 번째 선수까지는 성공했으나, 서독의 네 번째 선수 울리 회네스가 공을 골대 위로 차서 실축했다. 4-3의 상황에서, 파넨카는 체코슬로바키아의 다섯 번째 선수로 나섰다. 서독 골키퍼 제프 마이어는 왼쪽으로 몸을 날렸지만, 파넨카는 공을 가볍게 차서 정면으로 날려 보냈고 공은 그대로 들어갔다. 이후 이러한 형식의 페널티 킥은 파넨카의 이름을 따서 '파넨카 킥'이라고 명명되었다.
파넨카는 그가 보헤미안스 1905 훈련장에서 파넨카 킥에 대한 영감을 얻었다고 다음과 같이 말했다.
"그 어느 누구도 이러한 형식으로 페널티 킥을 시도한 적이 없었습니다. 저는 보헤미안스 1905에서 골키퍼 즈데네크 흐루시카와 페널티 킥 연습을 하곤 했고, 그러한 페널티 킥 시도에 대한 영감을 얻게 됐습니다. 재미있게도, 우리는 페널티 킥에 초콜렛 바 또는 맥주를 걸고 내기를 하곤 했습니다. 불행하게도 그는 좋은 골키퍼였고, 제 득점보다 더 많은 선방을 해냈기 때문에 제가 결국 돈을 잃곤 했습니다. 그러한 이유로 저는 어떻게 페널티 킥을 성공할 수 있을까에 대해 생각하느라 잠을 설치기도 했습니다. 저는 마침내 골키퍼는 항상 킥을 시도하기 전의 순간까지 기다리고, 공이 어디로 갈 지 예상한 뒤 선수가 킥을 하기 직전에 몸을 날려 제시간에 공에 도달해서 막는다는 사실을 깨달았습니다. 저는 슛을 하는척 하면서 가볍게 가운데로 차는 것이 득점하기에 더 쉬운 방법이라고 결정했습니다. 이러한 방법에서 골키퍼는 항상 킥하는 순간 몸을 날리기 때문에, 가운데로 오는 슛을 막기 위해서 제시간에 되돌아올 수 있는 기회가 없습니다. 저는 이 방법을 훈련장에서 시도했고, 보기좋게 성공했습니다. 단지 유일한 문제라면, 제가 더 많은 맥주와 초콜렛을 먹게 돼 살이 찌기 시작했다는 것이었습니다." 
현재까지도, 많은 축구 해설자들은 파넨카가 어떻게 그렇게 슛을 차면서 침착함을 유지했는지 놀라워한다. 파넨카는 그가 슛을 성공할 지에 대해서 어떠한 의문도 들지 않았다고 말한다.
"UEFA 유로 1976이 있기 약 2년 전에 저는 그것을 시도하기 시작했습니다. 저는 처음으로 친선 경기에서 시도해 봤고, 리그에서 한두어번 시도했습니다. 결과는 매우 성공적이었고, 만약 UEFA 유로 1976에서 기회가 주어진다면 이 방법을 쓸 것이라고 결정했습니다. 서독과의 경기에서 승부차기에 돌입하게 됐고, 독일 선수가 저의 순서 앞에서 실축해서 기회가 온 것은 당연하게도 좋은 찬스였습니다. 그것은 신의 뜻과도 같았습니다. 제가 페널티 킥을 그러한 방법으로 차서 득점한다는 것은 100% 확실한 것이었습니다."
파넨카는 UEFA 유로 1980에도 출전했고, 이탈리아와의 3·4위전에서 다시 한번 승부차기에서 파넨카 킥을 성공하여 체코슬로바키아가 3위를 차지하는 데 일조했다. 체코슬로바키아는 1982년 FIFA 월드컵에도 진출했다. 파넨카는 대회에서 페널티 킥으로 2점을 뽑아냈는데, 그것이 체코슬로바키아의 유일한 득점이었고, 2라운드 진출에는 실패하였다.
이후, UEFA 유로 2000에서 프란체스코 토티가 네덜란드와의 준결승전 승부차기에서 이 슛을 성공시켰다. 그리고 2006년 FIFA 월드컵에서 지네딘 지단이 이탈리아와의 결승전에서 지안루이지 부폰을 상대로 이 슛을 성공시켰고, 디디에 드로그바는 UEFA 챔피언스리그 결승전에서 첼시 FC의 마지막 승부차기 키커로 나서 파넨카 킥으로 성공시키며 FC 바이에른 뮌헨을 승부차기에서 4-3으로 꺾고 첼시의 챔피언스리그 첫 우승을 이끌었다. UEFA 유로 2012에서는 이탈리아-잉글랜드의 8강전과 스페인-포르투갈의 4강전에서 승부차기가 벌어졌다. 이탈리아-잉글랜드와의 8강전 승부차기에서는 안드레아 피를로가 파넨카 킥을 시도해 성공시켰고, 스페인-포르투갈과의 4강전 승부차기에서는 세르히오 라모스가 파넨카 킥을 시도해 역시 성공하였다. 흥미롭게도, UEFA 유로 1976에서 파넨카가 파넨카 킥을 성공한 체코슬로바키아, 피를로가 성공한 이탈리아, 라모스가 성공한 스페인 모두 그 승부차기에서 이겼다.

## 수상

#### 우승
- 오스트리아 리그 : 1981–82, 1982–83
- 오스트리아 컵 : 1982–83, 1983–84, 1984–85
- UEFA 유로 : 1976

#### 개인
- UEFA 유로 대회 베스트 : 1976
- 체코슬로바키아 올해의 선수 : 1980
- 골든풋 : 2014